# George Wilkins
George Wilkins (circa 1576 - 1618) a fost un dramaturg și pamfletar englez. Este cel mai cunoscut pentru colaborarea sa cu William Shakespeare la piesa Pericle, Prinț al Tironului.

## Lucrări
A scris Three Miseries of Barbary în 1606.  Împreună cu William Rowley și John Day a scris în 1607 The Travels of the Three English Brothers, o dramă despre viața fraților Sherley. În același an, a scris piesa The Miseries of Enforced Marriage. În această piesă este prezentată viața scutierului Walter Calverley, cel care a ucis doi dintre cei trei copii ai săi și a încercat să-și ucidă soția.